# Festuca huonii
Festuca huonii là một loài thực vật có hoa trong họ Hòa thảo. Loài này được Auquier mô tả khoa học đầu tiên năm 1973.